# Оклопне рукавице
Оклопне рукавице су како сам назив каже рукавице које штите шаку, прсте и ручне зглобове. Оклопне рукавице могу бити направљене од различитих материјала, могу бити кожне, ланчане и од пуног оклопа. Рукавице су биле битан део заштитне опреме још од појаве борбе прса у прса. Појавом барута овај вид борбе излази из употребе а са њим и оклопне рукавице.